# Metal do campo
O metal do campo, ou liga metálica do campo (nomeada em honra do Simon Quellen Field) é uma liga fusível que se torna líquida a 62 °C. É uma liga eutética de bismuto, ínidio e estanho, com a seguinte composição em peso: 32,5% Bi, 51% In, 16,5% Sn. Em seus usos, pode-se encontrar portas ou portões de fabricação etc.